# Jurinella lata
Jurinella lata är en tvåvingeart som beskrevs av Charles Howard Curran 1947. Jurinella lata ingår i släktet Jurinella och familjen parasitflugor.
Artens utbredningsområde är Ecuador. Inga underarter finns listade i Catalogue of Life.